# Буняк Порфир Порфирович
Порфи́р Порфи́рович Буняк (Порфір) (* 1888 — † початок 1941) — український громадсько-політичний діяч, редактор.

## Життєпис
Навчався разом з Левом Ганкевичем, входив до складу Руської Ставропігії. Працював друкарем в Львові.

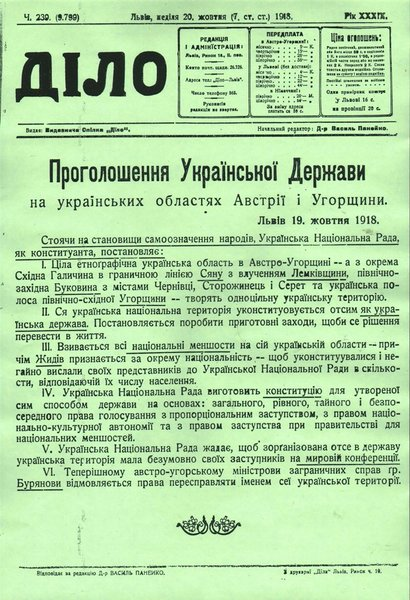
Газета «Діло» з повідомленням про постання ЗУНР

В листопаді 1912 серед інших від виконкому УСДП Галичини підписав «Відозву українських соціал-демократичних партій Росії й Австрії на ХІІІ надзвичайному інтернаціональному конгресові в Базелі».
В часі Листопадового Зриву в типографії «Діло» друкував з колективом повідомлення про новопосталу ЗУНР.
Сприяв розвитку Пласту. Був членом Центрального Комітету УСДП, директор друкарні видавничої спілки «Діло», працював співредактором часописів: «Вперед», «Добра Новина», «Земля і воля», «Профспілкові Вісті», «Світ».
В 1923 у Львові випускав сатирично-гумористичний часопис «Жало». В УСДП займав самостійну позицію щодо Польської партії соціалістів, а потім комуністів — під час кризи партії 1924 року.
За першого приходу радянської влади висланий в табори, помер в ув'язненні у глибині Росії.
1989 року посмертно реабілітований.